# Айгенман, Карл
Карл Айгенман (англ. Carl Henry Eigenmann; 9 марта, 1863, Обердердинген — 24 апреля, 1927, Сан-Диего) — немецко-американский ихтиолог, специалист в области систематики и распространения пресноводных рыб Южной Америки. Вместе со своей женой Розой Смит Айгенман впервые описал несколько сотен видов рыб преимущественно из Северной и Южной Америки.

## Биография
В 1877 году в возрасте 14 лет эмигрировал со своими родителями из Германии в США. Уже через несколько лет он поступил в университет Индианы, где учился у биолога Давида Старр Джордана. В 1886 году Айгенман получил степень бакалавра и уехал вскоре после этого в Калифорнию, где познакомился с Розой Смит, чьи работы о рыбах западного побережья получили известность. 20 августа 1887 года они поженились и вместе поступили в Гарвардский университет, где изучали коллекции Луи Агассиса и Франца Штейндахнера изученным и опубликовали первую совместную работу.
В 1888 году супружеская пара переехала в Сан-Диего, Калифорнию, где Карл работал куратором Общества естествознания и помогал в основании Биологической лаборатории Сан-Диего. В 1889 году он получил степень доктора наук в Индиане и стал там в 1891 году профессором зоологии. Через год Альберт Гюнтер финансировал первую экспедицию Карла Айгенмана на северо-запад Америки, где он собрал множество до тех пор неизвестных видов рыб. Вслед за этим последовали несколько экспедиций по изучению пещерных рыб (Amblyopsidae) и саламандр в Индиане, Техасе, Миссури и на Кубе.
В 1908 году Карл Айгенман предпринял экспедицию в Южную Америку вдоль Потаро и Эссекибо.
Он вернулся с 25 000 экземплярами, которые образовали позже основу для 128 новых видов, а также 28 новых родов. Затем он предпринимал поездки в Колумбию (1912) и в Анды (1918).
В 1923 году был избран в Национальную академию наук США.
После того, как в 1927 году у него случился инсульт, семья вернулась в Сан-Диего.

## Публикации
- The leptocephalus of the American eel and other American Leptocephali, C.H. Eigenmann et al, 1902
- The Freshwater Fishes of British Guiana, including a study of the ecological grouping of species, and the relation of the fauna of the plateau of hatof the lowlands, C.H. Eigenmann, 1912
- On Apareiodon, a new genus of characid fishes, 1916
- The fishes of Western South America. Part I, C.H. Eigenmann, 1922